# Krybende ranunkel
Krybende ranunkel (Ranunculus reptans) er en art af blomstrende planter tilhørende familien Ranunculaceae.
Dens oprindelige område er subarktisk og tempereret nordlige halvkugle. Den vokser på lysåben, fugtig til våd næringsfattig jord, sand- eller grusbund i ved klarvandede kalksøer, klitsøer og lobeliesøer. Den er regnet som en truet art på den danske rødliste.

## Beskrivelse
Den er en løvfældende, flerårig urteagtig plante og bliver normalt 5 til 20 centimeter høj, der vokser langs jorden. Den glatte stængel er trådformet og har en diameter på kun 0,5 til 2 mm. Stængelbenene rejser sig bueformet og slår rod ved hver knude. Bladene, som sidder i klynger af tre til fem ved knuderne, er spatelformede til smalt elliptiske.

### Generative egenskaber
Blomsterne sidder enkeltvis og er terminale på mange af knuderne. Den hermafroditte blomst er radialsymmetrisk med en diameter på 5 til 10 mm. Kronbladene er lysegule og skinnende. De ægformede nødder har et frugtsnabel, der er ca. 1/3 så langt som selve nødden.